# Szczepanów (Michałów)
Szczepanów – osada wsi Michałów w Polsce, położona w  województwie świętokrzyskim, w powiecie skarżyskim, w gminie Skarżysko Kościelne.
W latach 1975–1998 osada administracyjnie należała do województwa kieleckiego.
Wierni Kościoła rzymskokatolickiego należą do parafii Niepokalanego Poczęcia Najświętszej Maryi Panny w Skarżysku-Kamiennej.